# Pont levant de Leamington
Le pont levant de Leamington est un pont levant qui traverse le Canal de l'Union près de son terminus au bassin de Lochrin, à Édimbourg en Écosse. 

## Histoire
Le pont a été installé vers 1906, là où Fountainbridge traversait le canal, remplaçant un ancien pont construit en 1869 . Lorsque le canal a été raccourci en 1922 pour faire du bassin de Lochrin le terminus, il a été déplacé sur son site actuel pour remplacer un pont-levis en bois. Il a cessé d'être utilisé dans les années 1960, mais dans le cadre du projet du Millennium Link visant à restaurer le canal Union, il devait être restauré afin de permettre le passage des bateaux. Un rapport publié en 2000 avait suggéré de le laisser ouvert en permanence, mais il a été décidé de le remettre en plein état de fonctionner. 
La restauration a consisté à retirer le tablier et la partie supérieure du pont pour accéder aux rouages internes. Il a été ouvert pour la première fois le 16 mai 2002, suivi d’une cérémonie d’inauguration le 24 mai.

## Conception

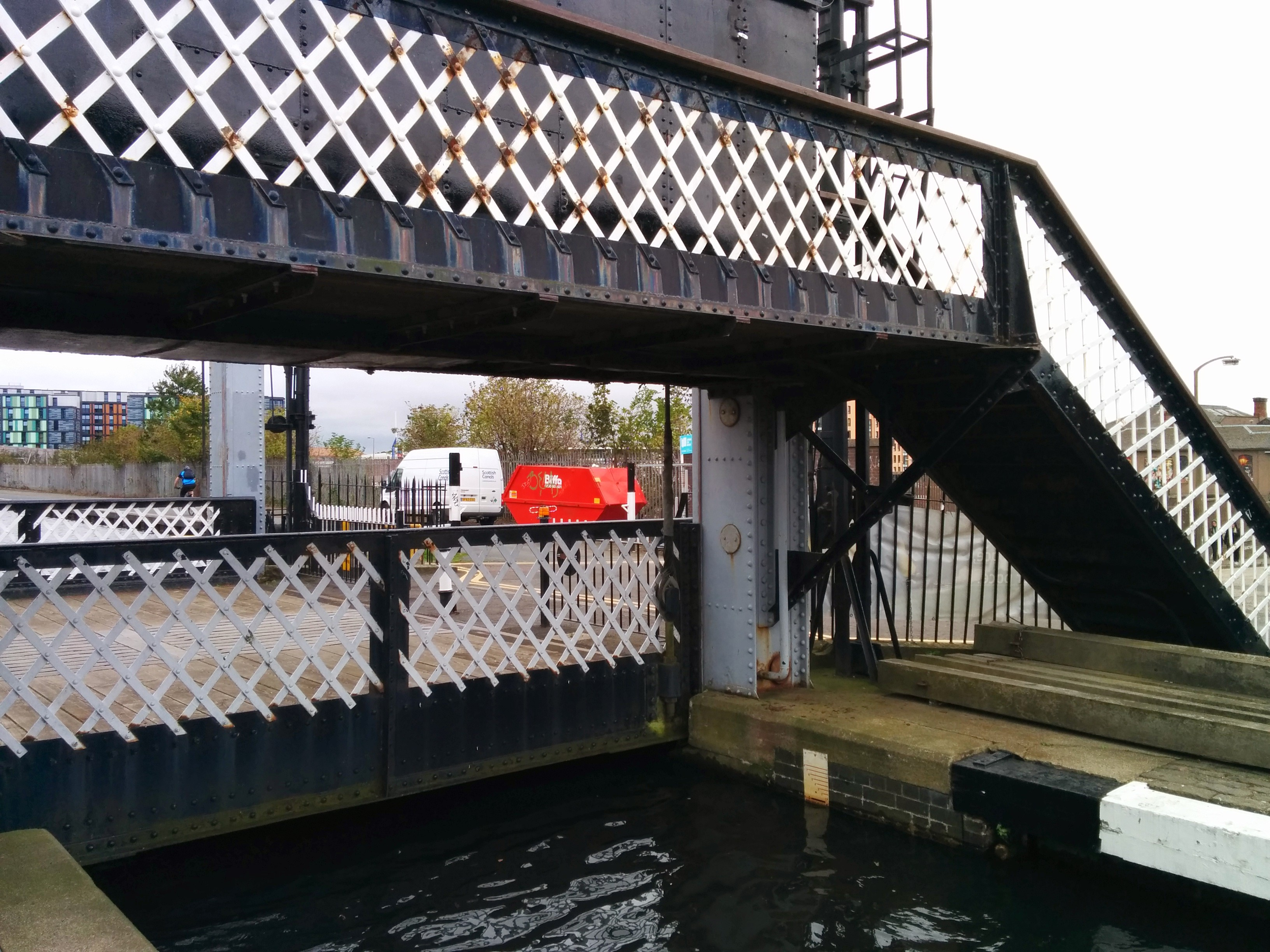
La passerelle permanente

Le pont traverse Gilmore Park et Leamington Road, mais n'est pas ouvert aux voitures.  Une passerelle permanente en treillis permet aux piétons de traverser lorsque le tablier est surélevé. 
Il est formé d'acier riveté, avec des colonnes plus importantes du côté sud où sont logés les moteurs et les contrepoids ,. 

Le pont peut être ouvert par les utilisateurs du canal après une formation appropriée dispensée par les canaux écossais .

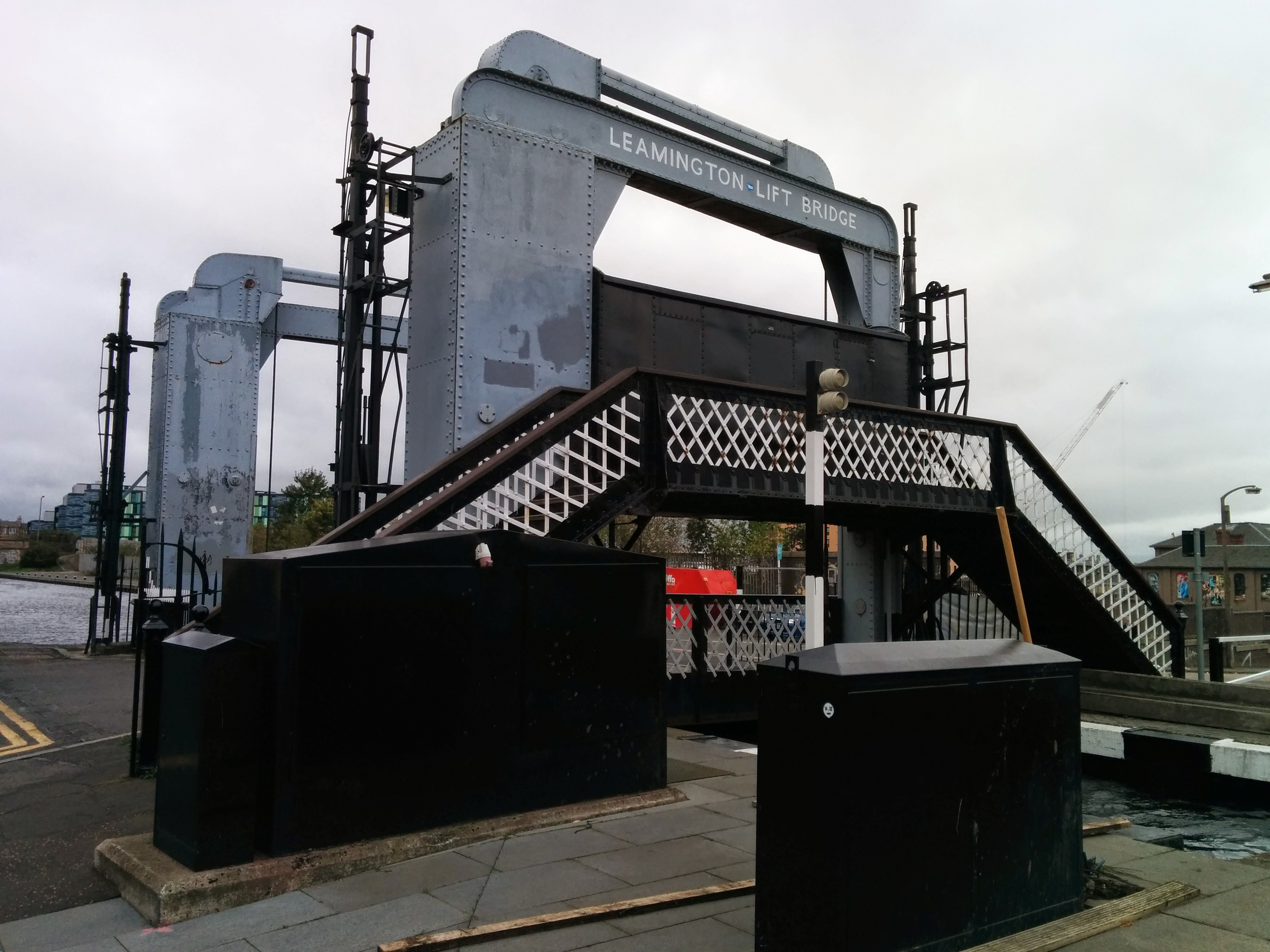
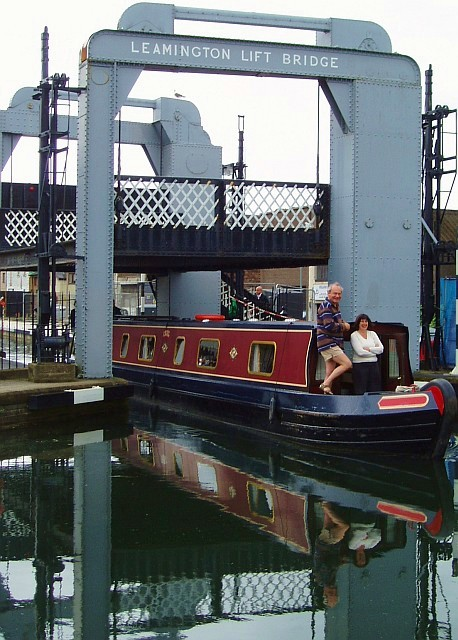
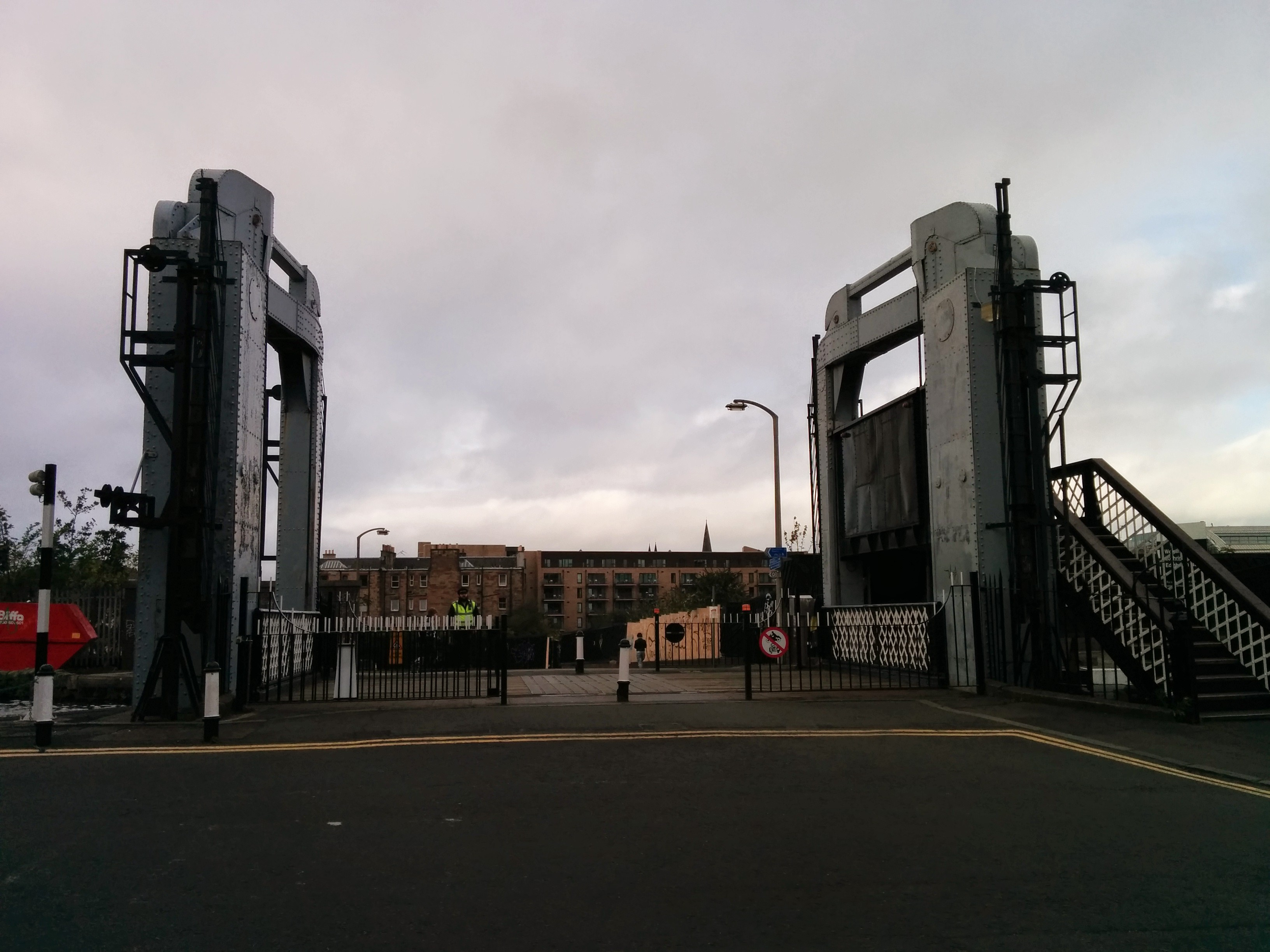
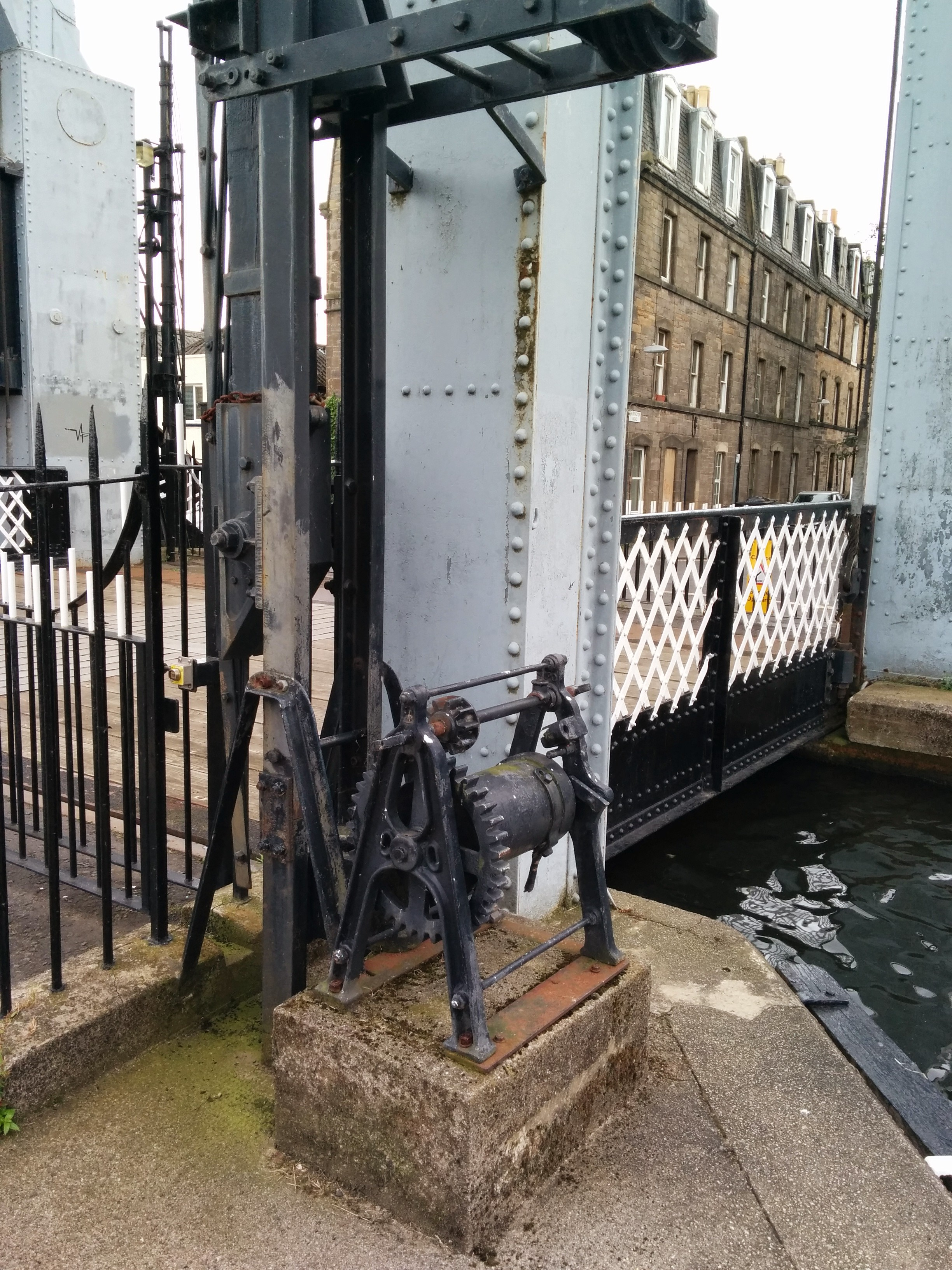